# مدرسه مزینان
مدرسه مزینان مربوط به دوره قاجار است و در شهرستان داورزن، بخش مرکزی، روستای مزینان واقع شده و این اثر در تاریخ ۲۴ اسفند ۱۳۸۳ با شمارهٔ ثبت ۱۱۵۱۵ به‌عنوان یکی از آثار ملی ایران به ثبت رسیده است.